# Revue électronique de psychologie sociale
 (août 2020).
Si vous disposez d'ouvrages ou d'articles de référence ou si vous connaissez des sites web de qualité traitant du thème abordé ici, merci de compléter l'article en donnant les références utiles à sa vérifiabilité et en les liant à la section « Notes et références ».
La Revue électronique de psychologie sociale (RePS) est une revue numérique de vulgarisation scientifique en langue française. Elle a pour objectif rendre accessible la psychologie sociale et d’en diffuser les savoirs à un large public non spécialiste. 
La RePS est une revue qui se veut accessible au plus grand nombre pour trois raisons :
1. elle apporte des connaissances vulgarisées et adapte son discours à un public non spécialiste ;
2. elle est gratuite et consultable sans contrepartie publicitaire ;
3. elle est accessible du monde entier et téléchargeable via internet.

La revue existe depuis 2007 et publie un à deux numéros par an. Les numéros actuels sont :
- numéro 1 - 2007
- numéro 2 - 2008
- numéro 3 - 2008 - numéro thématique sur la déviance
- numéro 4 - 2009 - numéro thématique sur les émotions
- numéro 5 - 2010-2011
- numéro 6 - avril 2014

La RePS fonctionne sur le principe de l'évaluation par les pairs. Elle est éditée sous licence Creative Commons (paternité, pas de modification, pas d'utilisation commerciale), par l'Association francophone de psychologie sociale, sous l'ISSN 1961-9030.